# Eurytmi
Eurytmi er bevægelseskunst, som blev skabt af den østrigske esoteriker, filosof og videnskabsmand Rudolf Steiner. Den kaldes ofte synlig tale og synlig sang.
Ordet eurytmi udtales som [oiʁydˈmi] eller [œwʁydˈmi] og kommer fra græske εὐρυθμία (euruthmía, bestående af to ord-- eû (“god, harmonisk, rar til at opleve”) + ῥυθμός (rhuthmós, “rytme, orden, indordning”).
Eurytmi kan udøves af alle, men som scenekunst, terapiform og undervisning varetages af uddannede eurytmister.

## Uddannelse som eurytmist
Uddannelsen som eurytmist kan tages på deltid (seks år) i Danmark og fuldtid (fire år) i udlandet. Under uddannelsen stemmer man sin krop som instrument for at kunne udtrykke de musikalske og lydmæssige forhold i hhv. musik og sprog.
Listen over alle eurytmiuddannelser verden rundt kan ses på listen, skabt af Sektion für Redende und Musizierende Künste Arkiveret 28. oktober 2020 hos  Wayback Machine
Første eurytmistuderende og -udvikler var Lory Maier-Smits, som fik direkte anvisninger af Rudolf Steiner.

### Eurytmiens forhold til musik, sprog og dans
Musikken ikke fortolkes via egne følelser og præferencer, men vises som den er--afstanden mellem lydene (interval) finder udtryk i kroppens geometri, hvilket tillader at opleve musikken med flere sanser og videregive oplevelsen fra scenen. Samme med lydeurytmi--måder, hvorpå tale-lyde formes i mundhule bliver afspejlede i større kropslige bevægelser og dermed givet i stærkere udtryk.
Dette gør muligt at arbejde med musik og tekster af alle stilarter og tidsperioder, eurytmisere klassisk såvel som moderne instrumental musik, bringer dem på scenen som bevægelsesstykke. En af de første tekster, som var tilbudt til eurytmisering var eksempelvis Johannesevangeliet. Musikstykker som er ellers uegnede for det traditionelle dansekunst er mulige til at blive bevæget--symfoniværker, kirkemusik, romantiske og expressionistiske--alt kan blive synliggjort med eurytmi.

### Eurytmi vs dans vs tegnsprog
Eurytmi er dog ikke en dans i klassisk forståelse, skønt den ligger tæt op ad moderne dansekunst i sin ekspressionisme og har i sin tid banede vejen for den. Udtryksmidler og "sprog", som bruges i eurytmi er helt sine egne og adskiller sig markant fra dansegebærder.
Gebærder for sprog/lyd-eurytmi adskiller sig både fra tegn-til-tale og tegnsprog, idet de gengiver ikke ordets betydning, men ordets fysiske form--lyde og impulser bag deres dannelse. At den sammensatte fysisk bevægelse til hvert ord udført af eurytmisten forstærker oplevelsen af ordets lyde og styrker dens mening hos den, som ser eurytmi, er den effekt som ønskes ved eurytmisering af tekster af forskellige slags. Talen bliver tydelig flerdimensionel og sansbar ikke kun med hørelsen--derfor kaldes eurytmien for synlig tale.

### Verdens eurytmi-dag
Eurytmi opstod som bevægelsesform og -kunst i begyndelsen af 20. århundrede (mellem 1908 og 1911), men fik sit navn 24. september 1912. Det er derfor World Eurythmy Day 24. september hvert år.
Eurytmi er mest udbredt i tysktalende lande, men er repræsenteret bredt i verden og på mange adskillige sprog. Den har efterhånden sine traditioner, men er i konstant udvikling.

## Praktisk anvendelse af eurytmi
Der er tre største virkeområder inden for eurytmien: kunstnerisk, pædagogisk og terapeutisk. Som kunstner kan man være selvstændig udøver eller i et eurytmi-ensemble som Ildfuglen i Århus.
På det pædagogiske område kan man arbejde i en Rudolf Steiner-børnehave, Rudolf Steiner-skole eller med udviklingshæmmede på Marjatta Arkiveret 14. november 2020 hos  Wayback Machine i Tappernøje. Desuden kan man arbejde med sociale eurytmi-øvelser på arbejdspladser uanset branche og virksomhedstørrelse.
Der undervises eurytmi i alle steinerskoler (waldorfskoler) verden rundt.
Den terapeutiske form hedder helseeurytmi og er en behandlingform inden for antroposofisk medicin. I samarbejde med en antroposofisk læge (som også er uddannet i konventionel medicin) behandles koncentrationsproblemer, angst, allergi, migræne, depression, dårlig ryg, mm. I lande, såsom Tyskland, hvor alternative behandlinger er mere udbredte samarbejder den generelle sundhedssektorer med helseeurytmister og benytter sig af helseeurytmis muligheder for at fremme behandlingen.